# Petit (Venezuela)
Petit is een gemeente in de Venezolaanse staat Falcón. De gemeente telt 14.500 inwoners. De hoofdplaats is Cabure.